# L'eterno triangolo
L'eterno triangolo (His Divorced Wife) è un film muto del 1919 diretto da Douglas Gerrard. La sceneggiatura di F. McGrew Willis si basa su An Altar on Little Thunder, racconto di Elmore Elliott Peake pubblicato nel febbraio 1912 in Harper's Monthly. Prodotto e distribuito dalla Universal Film Manufacturing Company, il film aveva come interpreti Monroe Salisbury, Charles West, Charles Le Moyne, Alfred Allen, Alice Claire Elliott, Ray Gallagher e il piccolo Pat Moore.

## Trama
Asa Whipple, fabbro analfabeta di una piccola città di montagna del Kentucky, sposa la bellissima Nance Haws nonostante l'opposizione di Jethro, il padre della ragazza, un aristocratico finito in rovina che avrebbe voluto per lei un marito come l'avvocato Rufus Couch. Nance resta incinta, ma nasce la voce - messa in giro da Luke Andrews - che il vero padre sia l'avvocato e non Asa. Sandy Orr, un detenuto evaso che lavora per Asa, uccide Andrews, ma del delitto viene incolpato il fabbro. Diventato nel frattempo procuratore distrettuale, Couch distrugge la confessione fatta da Orr prima di fuggire e condanna l'innocente Asa. In prigione, il fabbro incontra Orr e, con il suo aiuto, dimostra la propria innocenza. Ritornato a casa, scopre che Nan ha divorziato e, per assicurare un futuro certo al loro bambino, sta per sposarsi con Couch, che può offrire loro una vita agiata. Asa decide di andarsene, ma Couch cerca di ucciderlo, sparandogli alla schiena. Asa si salva, mentre il suo avversario precipita giù da un dirupo. Dopo la morte di Couch, Asa e Nan ritrovano la loro felicità insieme.

## Produzione
Il film fu prodotto dalla Universal Film Manufacturing Company.

## Distribuzione
Il copyright del film, richiesto dalla Universal, fu registrato il 4 novembre 1919 con il numero LP14387.
Distribuito dalla Universal Film Manufacturing Company, il film uscì nelle sale statunitensi il 26 ottobre 1919. In Italia, distribuito dalla Transatlantic nel 1921, uscì con il visto di censura numero 15702.
Non si conoscono copie ancora esistenti della pellicola che viene considerata presumibilmente perduta.